# Vanessa West

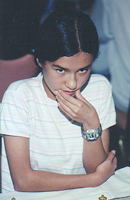
Vanessa West
(foto Gennadiy Titkov)

Vanessa A. West (7 oktober 1988) is een Amerikaanse schaker.
In 2000 werd die Californian Elementary Chess Champion en van 23 november t/m 6 december 2004 speelde die mee om het kampioenschap van de Verenigde Staten in welk toernooi die 2.5 haalde. Roesoedan Goletiani werd met 4.5 punt kampioen.